# Mondo libero
Mondo libero è un termine coniato durante la guerra fredda volto a descrivere lo stato effettivo di libertà d'espressione e politica nei paesi non comunisti.

## Storia
L'espressione "mondo libero" risale al celebre discorso di Fulton (Missouri, Stati Uniti) pronunciato il 5 marzo 1946 al Westminster College da Winston Churchill che presentava agli intervenuti alla conferenza la divisione dell'Europa in due blocchi separati, come disse con un'efficace metafora che ebbe fortunata diffusione presso l'opinione pubblica, da una «cortina di ferro».
Churchill motivava in questo discorso la necessità di non condividere le nozioni concernenti la bomba atomica con altre nazioni tramite la mediazione della nascente Organizzazione delle Nazioni Unite. Se questo fosse avvenuto, egli sosteneva, ne sarebbero nate delle conseguenze negative irreparabili per il «mondo democratico libero».

### Estratto del discorso di Fulton

L'Europa al tempo della "cortina di ferro" (Nel colore blu il cosiddetto "Mondo libero"; in rosso il blocco orientale del Patto di Varsavia; in grigio i paesi neutrali; in verde i Paesi non allineati.)
NATO
Patto di Varsavia
cortina di ferro
Paesi neutrali
Paesi non allineati

NATO
     Patto di Varsavia
     cortina di ferro
     Paesi neutrali
     Paesi non allineati
« It would nevertheless be wrong and imprudent to entrust the secret knowledge or experience of the atomic bomb, which the United States, Great Britain and Canada now share, to the world organisation, while it is still in its infancy. It would be criminal madness to cast it adrift in this still agitated and un-united world. No one in any country has slept less well in their beds because this knowledge and the method and the raw materials to apply it, are at present largely retained in American hands. I do not believe we should all have slept so soundly had the positions been reversed and if some Communist or neo-Fascist State monopolised for the time being these dread agencies. The fear of them alone might easily have been used to enforce totalitarian systems upon the free democratic world, with consequences appalling to human imagination. »
- Traduzione:

«Sarebbe ora un errore e un'imprudenza confidare il segreto delle conoscenze o degli esperimenti relativi alla bomba atomica, che ormai sono condivisi dagli Stati Uniti, dalla Gran Bretagna e dal Canada, a una organizzazione mondiale che sta a fatica per nascere. Sarebbe una follia criminale lasciare queste informazioni senza protezione in un mondo sempre agitato e diviso. Da nessuna parte si è visto che qualcuno abbia perso il sonno poiché sapeva che queste conoscenze, così come il metodo e le materie prime necessarie, si trovino oggi nelle mani degli americani. Io non penso invece che oggi noi avremmo tranquillamente dormito se la situazione fosse stata rovesciata e che uno Stato comunista o neofascista detenesse attualmente il monopolio di queste agenzie del terrore. Essi ispirano una tale paura che sarebbe sufficiente a imporre dei sistemi totalitari sul mondo libero democratico con le conseguenze spaventose che si possono immaginare.»

## Uso del termine
In seguito l'espressione "mondo libero", che indicava i paesi occidentali alleati degli Stati Uniti, si è generalizzata nei media per qualificare tutto quello che non faceva parte del blocco sovietico. Questo uso non era evidentemente condiviso dalla stampa dei paesi comunisti. 
Dopo la fine dell'URSS, l'espressione continua ad essere usata per indicare gli Stati governati dal sistema democratico.